# Kandydat dopisany do listy
Kandydat dopisany do listy − kandydat w wyborach, którego nazwisko nie pojawia się na kartach do głosowania, ale na którego wyborcy mogą głosować przez dopisanie go do karty wyborczej w wyznaczonym, wolnym miejscu. W niektórych stanach USA dopuszczane jest używanie naklejki z zapisem imienia i nazwiska kandydata, by głosujący nie przekręcili nazwiska, co unieważnia głos. Kandydatów dopisanych do listy przewidują głównie przepisy amerykańskie w wyborach do Senatu i Izby Reprezentantów, w Polsce dopisanie nazwiska na karcie do głosowania nie ma mocy prawnej, ale też nie wpływa na ważność głosu.
W historii USA do Senatu dostało się tylko dwoje kandydatów dopisanych do listy:
- Strom Thurmond w 1954 roku,
- Lisa Murkowski w 2010 roku.